# アン・ハッチンソン

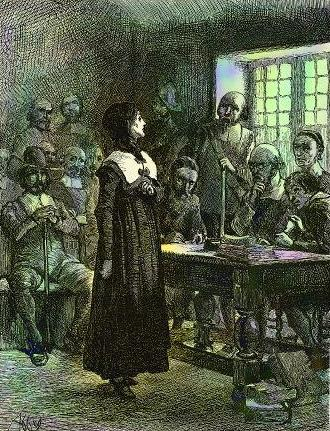
裁判をうけるアン・ハッチンソン
(画)エドウィン・オースティン・アビー

アン・ハッチンソン（Anne Hutchinson、1591年7月20日 - 1643年8月20日）は、イギリス反体制派教会で問題を論じあった集団の中で、ピューリタンと認定されていない聖職者であり、マサチューセッツ、ロードアイランドおよびニューネーデルラントにおける先駆的開拓者である。
その聡明な心と親切さで賞賛と追随者を生んだ。彼女はとても勇気のある女性であった。女性のための聖書集会を開いたが、間もなくそれが男性にも大きく訴えた。遂には聖書研究を越えて、当時の牧師説教に彼女自身の神学的解釈を大胆に加えたものを提唱するようになり、その中には植民地指導者を攻撃するものがあった。大きな論争が起こり、政府や牧師からなる陪審員団の前での大変な裁判の後で、最終的にその植民地から追放された。
ハッチンソンは、イギリス領アメリカ植民地における信教の自由と女性聖職者の歴史の発展の研究で重要な人物である。マサチューセッツ州は州議会議事堂の記念碑で、「市民の自由と宗教的寛容さの勇気ある提唱者」と呼んで顕彰した。

## 初期の経歴
アン・ハッチンソンは1591年7月20日に、イングランドのリンカンシャー州アルフォードで、ケンブリッジのキリスト教会執事であるフランシス・マーベリーと、妻ブリジット・ドライデンの娘、アン・マーベリーとして生まれた。数あるなかでもイングランド王エドワード1世の子孫だった。アンの父はイングランド国教会の聖職者の大半が無能であり、適切な訓練に欠けていると信じた。異議を唱えたために1年間監獄に入れられた。
ハッチンソンは家庭で教育を受け、父の書斎の本を読んだ。成長して父の考え方や自己主張をすることを称賛するようになり、教会の信仰の原則や権威について大胆に質問した。16歳の時には国の権利や法律について疑問に思った。
21歳の時にウィリアム・ハッチンソンと結婚した。彼女とその家族はジョン・コットンの教えに従った。ジョン・コットンはプロテスタントの牧師であり、その教えはハッチンソンの父のものと似ていたが、ピューリタン信仰が大衆の間に広まるにつれて広く受け入れられるようになっていた。
多くのプロテスタントは英国国教会の中の腐敗と見るものに対する関心が増していた。英国国教会はテューダー朝ヘンリー8世によって創設されて以来イングランドの主たる宗教（多くの場合は唯一の宗教）となっていた。ピューリタニズムと呼ばれる新しい改革運動が起こり、その名は主目的が英国国教会を「清浄化」することということから付けられた。
コットン牧師は主教による迫害のためにイングランドを離れた。ハッチンソンとその家族もアメリカで信教の自由を見付けられることを期待し、1634年に他の植民者達と共にイングランドからマサチューセッツに移住した。

## 宗教的活動
宗教的な理由でアメリカに来たヨーロッパ人開拓者の大半は自身の宗教を行使する自由を求めてきたのであり、時には他人にそれを強制した。初期の時代、大半の植民地は少なくとも出身の国で起こっていたような厳密さで統一性を強制した。マサチューセッツやコネチカットではかなりの程度ピューリタン的不寛容があった。ハッチンソンの特別な「異論」は、女であることが恩恵であって呪われたことではないと主張することだった。

### ピューリタン社会における女性の役割
ハッチンソンはその性のために虐げられた可能性がある。多くの批評家は彼女がピューリタン社会における女性の役割を取り巻く当時の道徳的考え方の犠牲になったと指摘してきた。ハッチンソンは発言する女性に慣れていない男性中心の社会の中でその考えを自由に発言した。言い換えれば、彼女は確立された教会や政府に反対する発言をしたことのために迫害された可能性がある。これはピューリタンの牧師であり少し前に植民地から追放されたロジャー・ウィリアムズの場合に似ていた。彼女が迫害された程度は、多くの人々が彼女の言うことに聞き入り、従うことで、それがもたらす脅威を考えたときに、植民地の確立された支配者達が彼女の中に見た脅威におそらくは比例していた。

### 宗教的および社会的活動家の見解
そのような背景に対して、ハッチンソンはその最も議論を呼ぶ見解の幾つかについて極端に遠慮なく発言した。「神の啓示」と呼ぶものに従って自由に解釈した聖書の熱心な学徒だった。通常はピューリタン正当性の原則に固執した。しかし、女性の平等と権利について桁外れに進歩的で時代の先端を行く考え方であったのは明白であり、ピューリタンや当時通常の文化における態度と対立するものだった。ハッチンソンは率直にかつ説得力を持ってこれら信念を語ったので、確立された英国国教会に対して責任のあるマサチューセッツ湾植民地知事だけでなく、他のピューリタン取り分け牧師とのかなりの緊張関係を作った。

### 家庭での聖書研究、討議集団
ハッチンソンは自分の家で形式張らない聖書研究と討議を行う集まりを始め、ピューリタン知識層に訴えるものがあった。友達や隣人を招き、当初は皆が女性だった。参加者は自由に宗教的信念について疑問を出し、アメリカインディアンの奴隷化など人種的偏見を非難した。ハッチンソンは聖職者のやり方で聖典をよく研究した。聖典についてピューリタンの伝統的解釈を教えるよりも、独力で聖書を深く掘り下げて研究した。しばしばその精神的解釈はピューリタンの日曜説教から学んだことと律法的な読みを除いてはるかに異なっていた。特にハッチンソンはアダムとイブの話について標準的な解釈に常に異議を唱えた。これはピューリタンにとっての重要な主題であり、原罪の教義に対して鍵となるものだった。しかし、通常は罪の源として特に女性に非難を向けるように引用され、ピューリタン社会の極端な父系構造を正当化するために使われていた。
ハッチンソンは女性の権利の欠如とインディアンに対する人種的偏見について強い個人的関心を持っていたので、それら社会的関心にも聖書原理の個人的解釈を適用した。さらに、ピューリタンの道徳や法典のあるもの、また牧師の権威について明け透けに異議を唱えたので、これが後に重荷になった。
ハッチンソンの教えが広まり、多くの男性を含む新しい追随者を惹き付けた。彼等の中には、1636年にマサチューセッツ湾植民地総督になったヘンリー・ベイン卿のような男性もいた。家で行う研究集団の参加者は80人にも上り、地元の教会に場所を移さねばならなかった。
聖職者達はハッチンソンの集会に反対するようになり、表面上はそのような「非公認」の宗教の集まりが信心深い者達を混乱させるかもしれないと言っていた。しかし、次第にその反対は明け透けに女嫌いの言葉が出るようになった。ハッチンソンは彼女に対する批判に注意を払わなかった。批判者が女性は教会の中では沈黙を保つ必要性を聖書の言葉で引用したとき、彼女はテトス（聖書、テトスへの手紙）が「年取った女性は若い者に教えるべきである」と言った句を引いて答えた。

## 異端者の刻印
牧師や植民地の役人を悔しがらせたことに、「労働の契約」の代わりに「神の恩寵の契約」を信奉し始めたことであり、これは宗教改革でジャン・カルヴァンなども説いた神学的立場だった。ハッチンソンは信仰だけが魂の救済に必要であると信じる傾向にあった。植民地人の中で「選ばれし者」（予定説を参照）を識別できるとも主張した。これらの立脚点で、ジョン・コットンやジョン・ウィンスロップなど以前の友人も彼女を「信仰至上主義的異端」と見るようになった。

## 告発
1637年までに、植民地のピューリタン聖職者達は、ハッチンソンに女性の尊厳と権利について邪悪で「不愉快な」考えを吹き込む現代のイゼベル（ふしだらな女）という刻印を捺した。その年、ヘンリー・ベイン卿はジョン・ウィンスロップに知事の座を譲り、ウィンスロップはベインのようなハッチンソンに好意的な意見を分け持たなかった。その代わりに、彼女を「丘の上の町」（ピューリタンの特徴である教義）に対する脅威であると考え、彼女の集会は「神の視野において許し難く魅力もないものであり、女性には向いていない」ものと批判した。ウィンスロップ知事と確立された宗教階級は彼女の討議集団での発言の多くを異端であると考え、特に具体的には「非公認の情報をもとに神職者について根拠のない批判」を異端とした。
ハッチンソンはウィンスロップ知事に、神自身が彼女に「…正義の玉座とその前に現れる全世界にかけて、私はニューイングランドに来なければならないが、怖れも落胆もしてはいない」と告げたと語った。ウィンスロップは即座に「彼女の持ち出した神のお告げは妄想であると信じている」と回答した。

## 裁判
ハッチンソンは1637年に、「聖職者を中傷した」廉で、ウィンスロップが宰領するマサチューセッツ高等裁判所の民事法廷に引き出された。裁判所は政府役人とピューリタン牧師の双方で構成された。ハッチンソンは当時46歳で、15回目の妊娠中だった。それでも数日間法廷で男性の尋問者の前に立たされ、彼等は必死に彼女の秘密の神への冒涜を認めさせようとした。彼等は第五の戒律「父と母を尊敬せよ」に違背していると告発し、国家の父達に対する不満を奨励していると告発した。彼女が女性達を集めていることはその女性達の家庭を省みないように誘っていたこととして告発した。
ハッチンソンは、結論が決まっているこの裁判から逃げられないことが明らかになるまで巧妙に弁明した。追い詰められた彼女は自身の判断を話した。
この感情の爆発が怒りのヤジを引き出した。彼女は異端であり、悪魔の道具であると呼ばれた。ある聖職者の言葉では、「貴女は自分の場所からはみ出した。妻であるよりは夫であり、聴衆であるよりは説教者であり、従属者であるよりは命令者だ」と言われた。1637年8月、ハッチンソンは裁判所から有罪宣告を受け、マサチューセッツ湾植民地のインディアンに対する有名な伝道師でアメリカでは最初に印刷された聖書完訳の翻訳者ジョン・エリオットも同罪とされた。裁判所は「我々の社会には不適な女性」として植民地からの追放を票決した。 ハッチンソンは自宅監禁され、宗教裁判まで待たされた。
1638年3月、ボストンのファースト教会は宗教裁判を行った。この裁判はハッチンソンを神への冒涜と告発した。また同時に彼女の家での日曜の集会で男女に対する「淫らで猥褻な行為」についても告発した。この宗教裁判はハッチンソンを有罪とし、ピューリタン正当性から逸脱したことでピューリタン教会からの破門を票決で決めた。

## ポーツマス
ハッチンソンの収監中に、ハッチンソン運動指導者の数人が植民地を去り、他の場所へ入植する準備を進めた。ウィリアム・ハッチンソンを含め19人の男が1638年3月7日に、ボストンの裕福な商人ウィリアム・コディントンの家で集まった。この男達は「ボディ・ポリティック」を形成し、コディントンをその判事に選んだ。当初はジャージーかロングアイランドに行くつもりだったが、ロジャー・ウィリアムズがそのプロビデンス・プランテーション開拓地に近いロードアイランド地域に入ることを説得した。コディントンはインディアンからアクィドネック島を購入し、ポカセット開拓地（現在のロードアイランド州ポーツマス）が設立された。アン・ハッチンソンも結審後の4月に合流した。
ハッチンソンは妊娠中に何ヶ月もの迫害に耐えた後で流産した。マサチューセッツ湾植民地のピューリタン指導者達は彼女が苦しんだことに満足し、ハッチンソンの追随者の一人であるメアリー・ダイアーも流産したことで、彼女たちの不幸は神の判断だと言った。マサチューセッツ湾植民地は、ハッチンソンに従いて行かなかったその追随者を迫害し、ボストンからアクィドネック島に教会指導者を派遣して、彼等の教義の正しさについてハッチンソンを説得しようとした。彼女はその代表団を家から追い出し、ボストンの教会を「売春婦」と非難した。
一方コディントン判事はポカセット植民地の政府で神権政治を推し進めようとし始めた。コディントンは「神の言葉」の解釈を開拓者達に実行することを許されており、自身を島を統治する封建領主に見立て、入植者達を小作人と見なした。ハッチンソンはポカセット憲法を改定する運動を進め、自由人が知事の行動に拒否権を発動する権限を認め、自由人によって3人の「長老」を選出し、その長老が知事と権力を分け持って知事の権力をチェックする制度を創った。ハッチンソンと自由人はコディントンに変わる政府を選出することを要求し、コディントンが譲歩を強いられた。ウィリアム・ハッチンソンが知事に選ばれ、コディントンはその追随者数人と共に植民地を離れ、島の南端でニューポート開拓地を設立した。ポカセットの自由人は町の名をポーツマスに変え、新しい政府を樹立して、陪審員による裁判と政教分離を定めた。
コディントンが武装部隊を連れて戻り、当初は撃退されたが、間もなくウィリアム・ハッチンソンを逮捕しその権利剥奪を命じた。攻撃から1年後の1640年3月12日、ポーツマスとニューポートは平和的に再結合することを決めた。コディントンが知事になりウィリアム・ハッチンソンはその助手として選ばれた。この町は市民によって作られた法により自治が続けられた。
その後間もなく、アン・ハッチンソンはそれまで見過ごしていた哲学の結果を認識した。統治者の職は背徳であると考え、ロジャー・ウィリアムズが、「彼女が新しく思いついた為政者の背徳という意見のために」そうしたように、夫にもその職からの辞任を奨めた。アン・ハッチンソンは成典に関する良心と瞑想に導かれ、個人主義無政府論という結論に至った。

## 死
ウィリアム・ハッチンソンはその辞任から間もない1642年に死に、未亡人となったアン・ハッチンソンは、その家族数人や追随者達と共にポーツマスを離れる決心をした。この集団はニューネーデルラントの一部であるペルハム湾に行った。そこは当時オランダが領しており、現在はニューヨーク市域になっている。この頃に地元のインディアンがオランダと争い、1643年にハッチンソンの一番下の娘を除いて彼女に従いてきた家族全員がインディアンの集団に殺された。インディアンは最初親しげにやってきて、突然その疑ってもいなかった犠牲者達に襲いかかった。ハッチンソンの家族はインディアンに友好的だったが、インディアンは支配者のオランダに虐待されることが多かったために、入植者に対する戦争を始めていた。一番下の娘スザンナは捕虜になりインディアンのところで生活していたが、ベイ植民地に留まっていた家族によって身請けされた。スザンナは捕まっていた者達のもとを離れたがらなかったと言われている。1651年にスザンナはジョン・コールと結婚し、ロードアイランドで農場を始め、それが後に続く長い子孫達の始まりとなった。

## 現代の解釈
アン・ハッチンソンは信教の自由、進歩的考え方およびキリスト教徒の女性解放論者の象徴として均しく取り上げられており、様々な著作家によって有名人扱いされ、神話化されまた悪者扱いもされる議論の多い人物である。特に歴史家やその他の観察者は彼女の人生を次のような枠組みの中で解釈し、再評価してきた。女性の社会的地位、教会の中での権力闘争、および教区の政治構造の中での同様な闘争である。ハッチンソンはロジャー・ウィリアムズと共にロードアイランドのアメリカ植民地を共同で設立した唯一の女性だった。

### 教会と教区の政治
権力政治というレンズを通してハッチンソンの人生を解釈する歴史家達は、ハッチンソンがその急進的な教えのためよりも地元の信者の間で成長した影響力のためにより苦しむことになったという結論を引き出してきた。
ロジャーズは雑誌『フォアランナー』のハッチンソンに関する記事で、彼女の解釈は「ピューリタンが信じていることに全く正反対では無かった。キリスト教教義の微細な点で言い逃れで始まったものは、植民地の権威者の役割に対立するものとして終わった。」と書いて、この見解を明確にしている。ハッチンソンは他の者と同じように確立された宗教権威を批判したかもしれないが、彼女は精力的な追随者を養成している間にそれを行った。宗教的な追随者は教区の政治に重要な力を持つには十分に大きかった。ハッチンソンはその民事裁判を宰領したウィンスロップによってその座を奪われたベインを強く支持していたことでも運命が変わった可能性がある。その裁判は彼女の宗教的見解の具体的中身を問うものではあった。

## ハッチンソンの記念碑

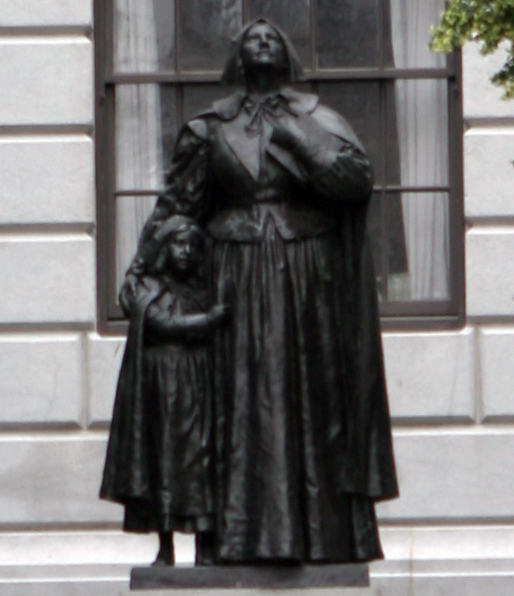
マサチューセッツ州州議会議事堂前のアン・ハッチンソンと娘スザンナ像

マサチューセッツ州ボストンの州議会議事堂の前にアン・ハッチンソンとその娘スザンナの彫像が立っている。スザンナは1643年にアン・ハッチンソンとスザンナの兄弟を殺したシワノイ族（ワッピンガー族）インディアンによる攻撃の唯一人の生存者だった。スザンナはシワノイ族が見たことの無かったその赤い髪ゆえに生き残った。彼女は捕虜に取られ、「秋の葉」と名付けられ、数年後に身請けされるまでインディアンの間で育てられた。
彫像は1922年に立てられた。その大理石製台座の碑文は次のようになっている。 
文芸評論家の中には『緋文字』の登場人物ヘスター・プリンにマサチューセッツ湾植民地でのハッチンソンに対する迫害を辿る者がいる。ナサニエル・ホーソンは、ハッチンソンの当時の伝記作者イブ・ラプラントの『アメリカのイゼベル』(Harper, 2004年)によって、その小説の女主人公とアン・ハッチンソンを結びつけた。
アン・ハッチンソンとウィンスロップ知事との政治的闘争は、ウィリアム・ギブソンの1980年の劇『美しい創造物』(Goodly Creatures)に描かれている。この劇に登場する他の史上の著名人物は、ジョン・コットン牧師、ハリー・ベイン知事および後のクェーカー教徒殉教者メアリ・ダイアーである。
ニューヨーク州南部のハッチンソン川は女性の名前を持った数少ない川の一つであり、ハッチンソン川パークウェイは最も著名な彼女の名を持つものとなっている。ブルックリン博物館におけるジュディ・シカゴの美術品展示「ザ・ディナーパーティ」のテーブルで偶然にももう一人の川に名前に使われたサカガウィアとハッチンソンが隣り合わせになった。ロードアイランド州ポーツマス、ニューヨーク州ウェストチェスター郡のペルハムやイーストチェスターの町の小学校はハッチンソンの名前を持つ他の例である。
ピューリタンの女性詩人アン・ブラッドストリートは、父がトマス・ダドリー、夫がサイモン・ブラッドストリートという排斥側だったにも関わらず友人であり続けた。

## 子孫
ハッチンソンの子孫の中で著名な者としては、フランクリン・ルーズベルト、ジョージ・H・W・ブッシュとジョージ・W・ブッシュ、ファーストレディのルクレティア・ガーフィールド、俳優のチェビー・チェイスとテッド・ダンソン、女優のマリリン・モンロー（推定）とジェーン・ワイアット、作家のルイス・スタントン・オーチンクロス、デュボーズ・ヘイワード、イブ・ラプラント、ロバート・ローウェルとジョン・P・マーカンド、アメリカ合衆国司法長官のエリオット・リチャードソン、判事のオリバー・ウェンデル・ホームズ・ジュニア、首席判事のメルビル・ウェストン・フラー、海軍提督のオリバー・ハザード・ペリー、上院議員のスティーブン・ダグラス、大使のパメラ・ハリマン、貨幣学者のQ・デイビッド・ボーワーズ、モルモン教伝道者パーリー・P・プラットとヘラマン・プラット、元ミシガン州知事ジョージ・W・ロムニーと元マサチューセッツ州知事で2008年大統領選挙の候補に挙がったミット・ロムニーがいる。

## 恩赦
1987年マサチューセッツ州知事マイケル・デュカキスはアン・ハッチンソンに恩赦を発行し、350年前ウィンスロップ知事が発した追放命令を撤廃した。

### 主史料
- Hall, David D., ed. The Antinomian Controversy, 1636-1638: A Documentary History. Second Edition. Duke University Press, 1990
- LaPlante, Eve (2004). American Jezebel: The Uncommon Life of Anne Hutchinson, the Woman Who Defied the Puritans
- Bremer, Francis J., ed. Anne Hutchinson, Troubler of the Puritan Zion. 1980. 152 pp.